# 점곡층
점곡층(點谷層, Jeomgok Formation)은 대한민국 경상 분지 의성소분지에 분포하는 중생대 백악기 경상 누층군 하양층군의 퇴적암 지층이다. 점곡층은 후평동층 상부의 지층으로, 경상북도 의성군 점곡면을 표식지로 하여 안동시, 청송군, 영천시 신녕면, 군위군 등지에 분포한다. 점곡층 하부와 중부는 유량과 유속의 증가로 인해 하도 주변의 미고결된 세립의 퇴적물들이 입도가 굵은 층 내에 보존된 것으로 생각되며, 사질 퇴적물들이 측방 또는 하류 방향으로 이동하고, 유량 증가로 인하여 판상류에 의해 퇴적되었을 것으로 추정된다. 점곡층 상부는 하도의 주변에 형성된 환원성 호수 환경에서 퇴적되었을 것으로 해석된다.

## 점곡층의 지질시대
쇄설성 저어콘 U-Pb 연대측정 결과 점곡층의 최대 퇴적 시기는 1억 5백만 년 전(105 Ma)으로 이는 함안층의 최대 퇴적 시기인 1억 6백만 년(106 Ma)과 유사하다. 단, 퇴적층의 최대 퇴적 시기는 그 퇴적층이 퇴적되었을 가능성이 있는 가장 오래된 시기를 뜻하는 것이기 때문에 이 결과 자체가 두 층이 같은 시기에 퇴적되었다는 증거가 되지는 않는다. 청송지질공원 만안자암 단애의 점곡층 사암에서 분리한 쇄설성 저어콘을 상대로 U-Pb 연령을 측정한 결과 103.2±0.3 Ma의 가중평균연령이 구해져 점곡층의 퇴적 시기는 백악기 알비절(Albian)에 해당하는 것으로 보인다.

## 지역별 암상과 화석

### 안동시와청송군

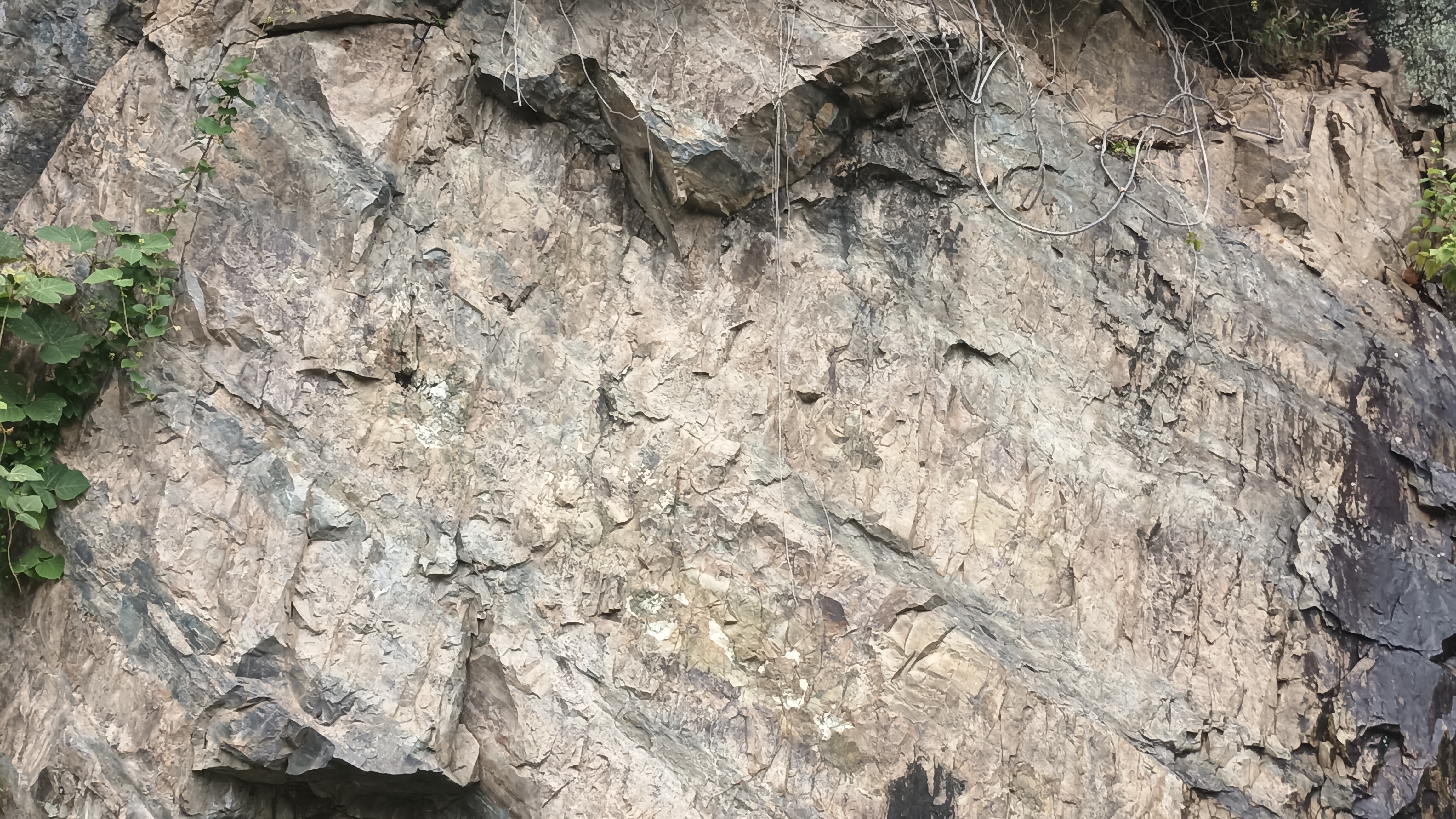
청송군 안덕면 근곡리 안덕면 근곡리 산 65-1 방호정로 도로변에 드러난 상부 점곡층의 노두

점곡층의 사암은 쥐라기 안동 화감암과 청송 화감암에서 기원한 것으로 해석된다. 청송군 만안자암 단애 점곡층의 백악기 저어콘에서 103.2±0.3 Ma의 가장 젊은 가중평균 연령이 산출되었다.
천지 지질도폭(1978)에 의하면 하부의 후평동층 구계동층원(Khgg)을 정합으로 덮으며, 상부의 사곡층에 의해 정합적으로 덮이고, 두께는 약 950 m이다. 주로 사암과 셰일로 구성되며 세력암(細礫巖)과 응회암을 협재(挾在)하며, 암상에 의해 상·중·하로 세분된다. 하부의 회색대(下部灰色帶)는 약 250 m의 두께를 가지나, 안동시 임하면 오대리 부근에서는 약 20 m의 두께를 가진다. 중부의 녹색대(帶)는 두께가 300 m 이하이며, 주로 중암녹회색(中暗綠灰色; medium dark greenish gray 5 GY 5/1) 사암과 이질암(泥質)인데 흔히 응회암질이다. 또한 화산 근원 녹회색 역암과 회녹색(grayish green 10GY 5/2) 내지 청녹색(blue-green, 5 BG 6/2) 응회암의 함유가 특징적이다. 상부의 회색대(上部灰色帶)는 두께 약 400 m이며 사암과 이질암 위주로 구성된다.
청송군 안덕면 고와리(북위 36° 21′ 25.43″ 동경 128° 58′ 35.28″ / 북위 36.3570639°  동경 128.9764667° )에 위치한 백석탄은 길안천 계곡을 따라 발달하며 이 지역에는 점곡층이 북서 37°의 주향과 북동 35°의 경사로 분포한다. 하부에는 2~20 cm의 역암층이 존재하고 상부로 갈수록 상향 세립화하는 것을 관찰할 수 있다. 중부로 갈수록 중립~조립질 모래가 우세하며 사층리와 생물 교란 구조 등이 나타난다. 또한 하천에는 오랜 시간 풍화 침식되어 암반에 깊은 구멍이 생성된 포트홀이 발달되어 있다.

### 청송 유네스코 세계지질공원, 만안자암 단애
청송군 안덕면 지소리(북위 36° 20′ 47.19″ 동경 128° 59′ 40.59″ / 북위 36.3464417°  동경 128.9946083° )에 위치한 만안자암 단애(Manan Ja-am Cliff)는 길안천을 따라 펼쳐진 자색 절벽[赭巖]으로 점곡층으로 보이나 확실치 않다. 절벽을 구성하는 암석은 중립~조립질 사암이고 내부에 아무런 퇴적 구조를 보이지 않는다. 특징적인 지질 구조로는 층리를 찾기 어려울 정도로 수많은 절리가 발달하며 자암 단애 전면부의 하천변에는 30 cm 폭의 단층핵(단층비지)과 10 m 이상의 단층 손상대가 발달한 중규모 이상의 주향 이동성 단층대가 발달하고 있어 단애의 발달이 절리나 단층대와 같은 단열대를 따라 형성된 것으로 해석된다. 실제로 주변에는 서북서 방향의 황학산 단층과 동-서 방향의 단층이 발달한다. 이 지질명소는 지방도 제930호선이 지나는 만안삼거리 남쪽 새마을교 바로 옆에 자리잡고 있으며 안덕면 백석탄로 566번지로 이어지는 좁은 도로를 통해 접근할 수 있다.
청송 유네스코 세계지질공원, 만안자암 단애
- 길안천 절벽에 드러난 만안자암 단애 절벽
북위 36° 20′ 46.8″ 동경 128° 59′ 45.5″ / 북위 36.346333°  동경 128.995972°
- 지질명소 안내판
북위 36° 20′ 46.3″ 동경 128° 59′ 46.0″ / 북위 36.346194°  동경 128.996111°
- 안내판 위치에서 바라본 지방도 제930호선 새마을교와 길안천 점곡층 절벽
- 지방도 제930호선 도로변에 있는 만안자암 단애 안내판

### 의성군과군위군
의성 지질도폭(1976)에 의하면 점곡층은 하위의 후평동층을 정합적으로 덮으며 암회색 내지 흑색 실트스톤과 셰일로 구섣되어 있다. 도폭 북부 단촌면-점곡면에서는 주로 암회색 내지 흑색 셰일, 실트스톤, 알코스질 회색 사암으로 구성되며 중상부에 두께 8~10 m의 역질사암과 녹회색 셰일이 협재된다. 곳에 따라 역암이 불규칙하게 렌즈상으로 발달한다. 암회색 내지 흑색 셰일은 층리가 잘 발달하며 두께는 3~4 m 정도이다. 의성읍 일대에서 점곡층 최하부는 암회색 내지 흑색 셰일과 실트스톤이며 그 위에 녹색 내지 녹회색 사암과 녹회색 내지 회색 셰일 또는 실트스톤이 호층을 이루고 있다. 그 사이에 자색 실트스톤이 협재된다. 녹회색 사암은 세립 내지 중립질이며 간혹 녹니석이 함유된 부분도 있다. 회색 내지 녹회색셰일과 실트스톤은 부분적으로 혼펠스화 되어 있다. 의성읍 부근에서는 북동 14~24°의 주향과 남동 10°의 경사를 보이고 있다. 지층의 두께는 350 m이다.
의성군 의성읍 치선리 산 42의 의성지질공원 치선리 베틀바위는 점곡층의 청회색을 띠는 셰일과 실트스톤으로 구성되어 있다. 베틀바위는 퇴적 후 절리가 만들어지고 풍화와 침식을 겪은 후 남은 바위의 모양이 베틀과 유사하여 붙여진 이름이다.
군위 지질도폭(1980)에 의하면 후평동층 구계동층원과 사곡층 사이에 오는 암회색 위주의 지층으로 주로 회색 사암과 암회색 내지 녹회색의 셰일로 구성된다. 중부에 자색 역암(의흥함력암층)이 협재하며 점곡층 하부와 상부에 약간의 자색층이 협재된다. 드물게는 엷은 석회암층과 화산 기원암이 들어 있다. 점곡층 상반부의 하부에 협재되는 의흥함력암층은 두께 1.5 내지 5 m의 응회암질 사력질암으로 연속성이 좋으며 어두운 자색을 띤다. 의성읍 오로리 부근에서는 지층의 두께가 약 700 m 에 달하나 남하함에 따라 점차 얇아지다가 금성면 탑리리 부근에서는 약 260 m로 줄어든다. 그러나 그 이남에서는 약 400 m를 유지한다.
대율 지질도폭(1980)에 의하면 군위군 의흥면 원산리 서측에는 2~3매의 진한 자주색 실트스톤이 협재되며 조림산(637.4 m) 서측과 신녕면 치산리에는 적색 실트스톤이 역시 2~3매가 비교적 연속적으로 나타난다. 이들 약간의 적색 혹은 자주색 실트스톤 외에는 대체로 회색 또는 담녹색 이암 및 실트스톤이 대부분을 차지한다. 중부에는 암회색 셰일과 이회암이 2~3매 1~2.5 m두께로 협재되기도 한다. 산성면 화전리~화서리 동부 지역에서 노고산 환상단층에 의해 상부층인 함안층, 반야월층 및 응회암층과 직접 접하고 있으나 신녕면 화서리-치산리에서는 함안층에 의해 정합으로 덮힌다. 점곡층에서는 화석이 거의 발견되지 않으며 의흥면 원산리 북쪽에서 Estheria sp. 화석이 발견되었다. 지층의 두께는 대략 400 m 내외이다.
의성군의 점곡층
- 의성군 의성읍 중리리/점곡면 명고리 한티재, 지방도 제914호선 도로변의 점곡층
북위 36° 22′ 04.9″ 동경 128° 44′ 27.4″ / 북위 36.368028°  동경 128.740944°
- 의성군 가음면 순호리 산성가음로 1769 입구의 점곡층
북위 36° 12′ 07.0″ 동경 128° 42′ 19.0″ / 북위 36.201944°  동경 128.705278°

군위군의 점곡층
- 군위군 의흥면 수북리 산성가음로 1444-11 진입로 (이하 동일)
북위 36° 10′ 47.0″ 동경 128° 42′ 06.0″ / 북위 36.179722°  동경 128.701667°
- 군위군 의흥면 수북리 산성가음로 도로변 노두
북위 36° 10′ 46.0″ 동경 128° 42′ 04.0″ / 북위 36.179444°  동경 128.701111°

### 신녕 단층

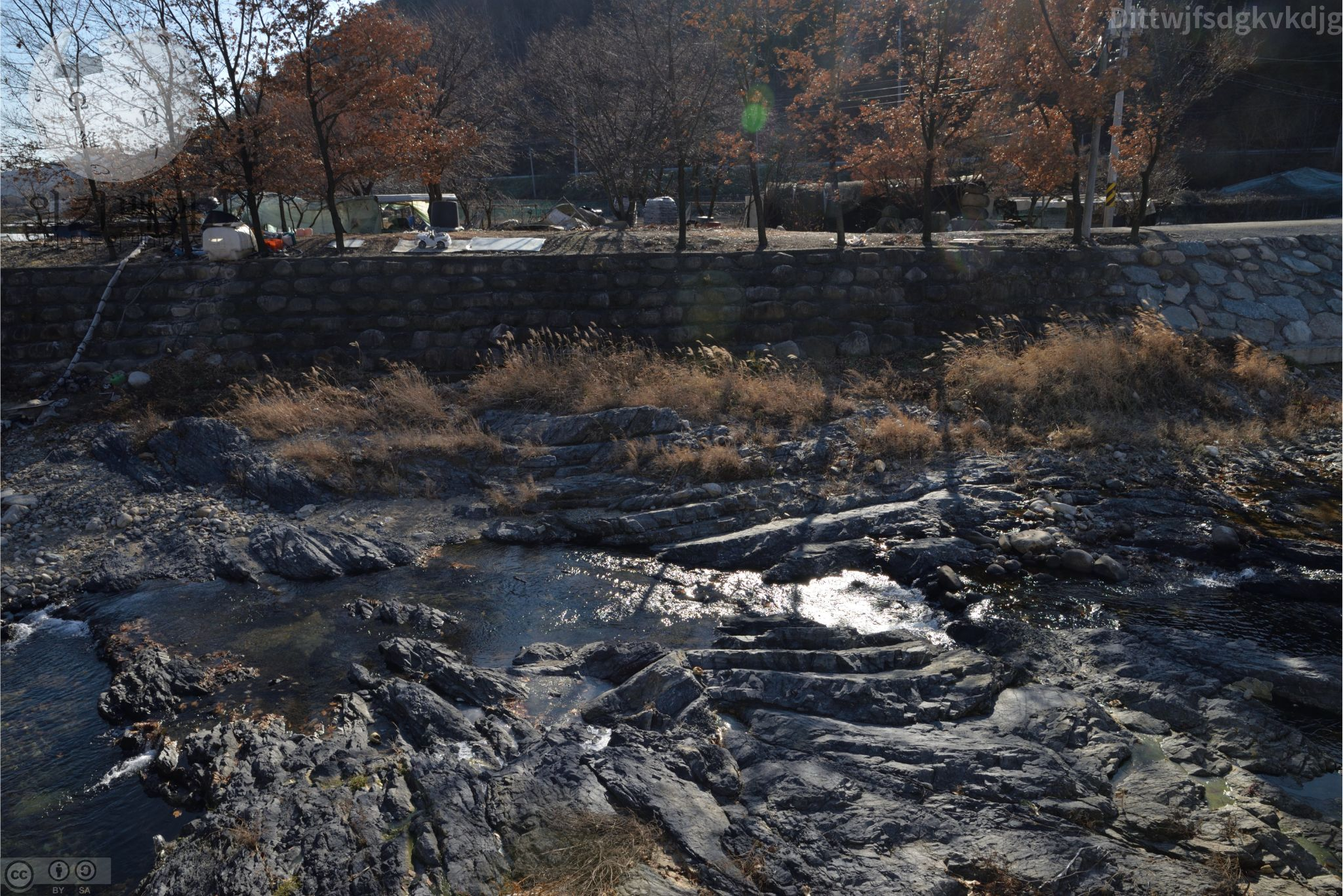
신녕 단층 SN-1 노두

영천시 신녕면 부산리 지점(북위 36° 03′ 51.49″ 동경 128° 43′ 59.93″ / 북위 36.0643028°  동경 128.7333139° )은 천영범(2018)에 의해 SN-1 노두로 명명되었다. 단층의 노두는 부산보건진료소(도로명주소: 영천시 신녕면 치산효령로 578-14) 남쪽의 신녕천 하상에 드러나 있다. 이 단층은 주향 북서 70°에 고각의 경사를 보이며 경상 누층군 점곡층의 교호하는 사암과 미사암을 절단한다. 약 1.5 m 폭의 단층핵은 담청색의 단층비지 및 응집력 없는 단층각력들로 구성된다. 남쪽의 단층손상대 내에는 수 센티미터의 수평 변위량을 가지는 북동 75° 방향의 소규모 부차 단층과 방해석맥으로 충전된 소규모 단열들이 관찰된다. 운동 감각은 북동-남서 방향의 최대수평응력을 지시한다.

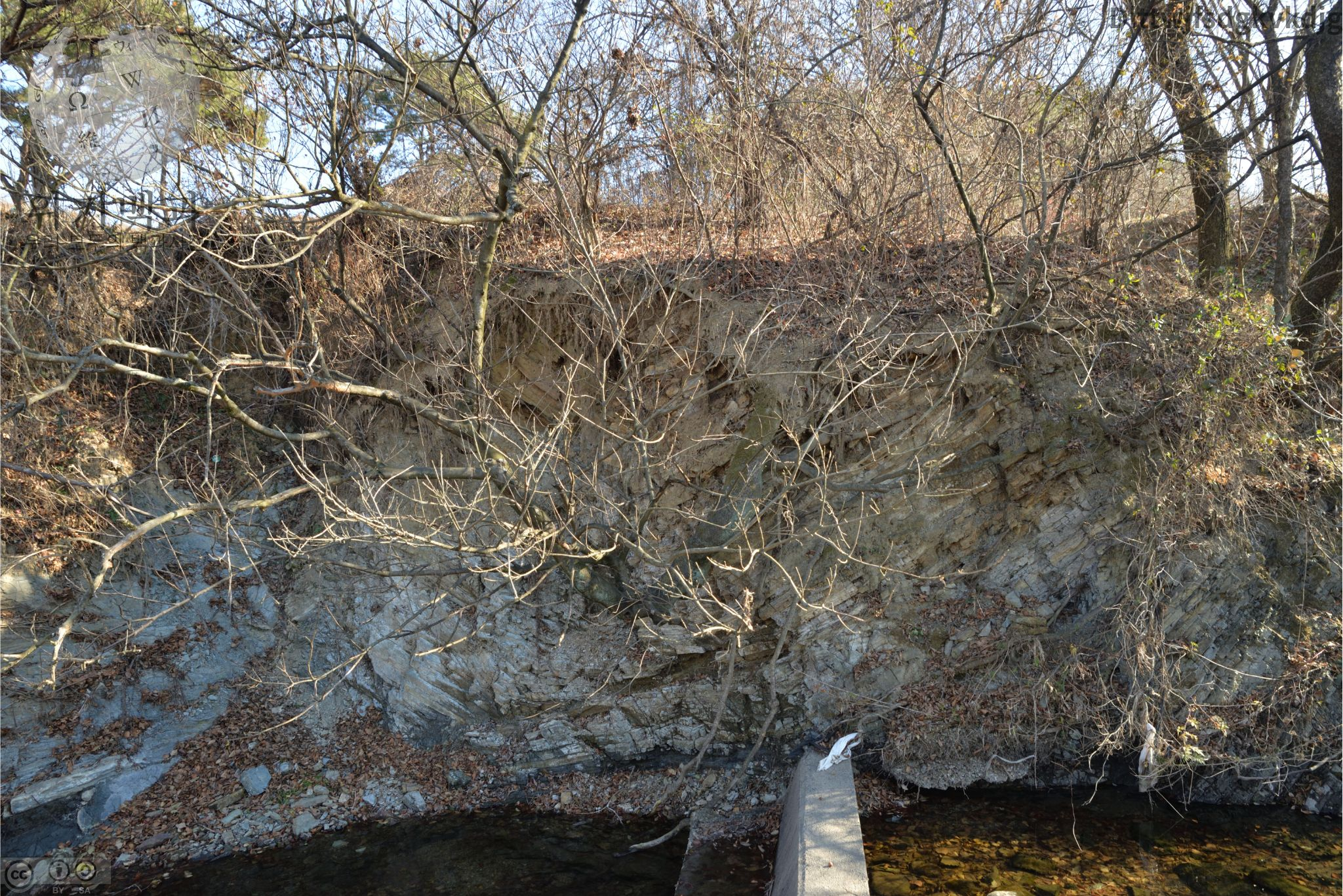
신녕 단층 SN-2 노두

군위군 산성면 백학리 지점(북위 36° 04′ 28.24″ 동경 28° 42′ 23.83″ / 북위 36.0745111°  동경 28.7066194° )은 천영범(2018)에 의해 SN-2 노두로 명명되었다. 산성면 백학리의 지방도 제919호선(치산효령로)에는 매점휴게소(도로명주소: 치산효령로 881)와 SK주유소(도로명주소: 치산효령로 824) 사이에 직선으로 뻗은 구간이 있고 그 중간 도로변에 회색 컨테이너가 있으며 그 앞으로 이름 없는 하천이 도로 밑으로 지나는데 이곳에 SN-2 노두가 드러나 있다. 이 단층은 경상 누층군 점곡층의 사암을 절단하며 주 단층면의 주향은 북서 87°, 경사는 남서 72°이다. 주 단층면의 단층핵은 두께 1 m 이내고 2~3 cm 두께의 단층비지대와 단층각력대로 구성된다. 주 단층에서 남쪽으로 약 1 m 떨어진 지점에는 주향 북서 38°, 경사 남서 88°의 소규모 단층이 있는데 이 단층은 모든 지층을 절단하지 못하고 퇴적암의 층리(주향 북동 73°, 경사 북서 27°)를 따라 수렴하는 모습을 보인다. 단층에 인접한 점곡층 지층은 단층 북쪽 지괴에서 주향 북동 50°, 경사 북동 10°의 일정한 자세를 보이나 남쪽 지괴에서는 단층면에서 멀어질수록 경사가 남서→북동으로 변하며 수 미터 진폭의 완만한 습곡을 형성한다. 주 단층면의 운동 감각은 SN-1 노두와 동일한 북동-남서 방향의 압축 응력을 지시한다.

### 의성지질공원점곡퇴적층
의성군 점곡면 사촌리 산 52의 의성지질공원 점곡퇴적층은 미천 하천변을 따라 드러난 점곡층의 하식절벽 노두이며 주로 암회색의 셰일 내지 실트스톤으로 구성된다.
의성지질공원 점곡퇴적층
- 북위 36° 25′ 13.0″ 동경 128° 44′ 57.2″ / 북위 36.420278°  동경 128.749222°

## 같이 보기
- 한국의 지질
- 경상 누층군
  - 일직층
  - 후평동층
  - 대구층
  - 사곡층
  - 춘산층
  - 구산동 응회암
- 의성지질공원
- 청송지질공원